# Steffen Iversen
Steffen Iversen (Oslo, 1976. november 10. –) norvég labdarúgó, jelenleg a norvég bajnokságban szereplő Rosenborg, és a norvég válogatott játékosa.

## Sikerei, díjai

### Norvégia
- Norvég bajnok : 1995, 1996, 2005, 2006

#### Egyénileg
- Tippeligaen Év játékosa: 2006
- Kniksenprisen Év csatára: 2006
- Tippeligaen Hónap játékosa: 2006 szeptember

### Anglia
Tottenham Hotspur
- Worthington Cup (Carling Cup): 1999

## Góljai a válogatottban
| #  | Dátum               | Helyszín                      | Ellenfél       | Gól | Eredmény  | Kiírás               |
| -- | ------------------- | ----------------------------- | -------------- | --- | --------- | -------------------- |
| 1  | 1999. május 20.     | Ullevaal Stadion, Oslo        | Jamaica        | 6-0 | győzelem  | barátságos mérkőzés  |
| 2  | 1999. május 30.     | Ullevaal Stadion, Oslo        | Grúzia         | 1-0 | győzelem  | 2000-es Eb-selejtező |
| 3  | 1999. június 5.     | Qemal Stafa, Tirana           | Albánia        | 2-1 | győzelem  | 2000-es Eb-selejtező |
| 4  | 1999. szeptember 8. | Ullevaal Stadion, Oslo        | Szlovénia      | 4-0 | győzelem  | 2000-es Eb-selejtező |
| 5  | 2000. május 27.     | Ullevaal Stadion, Oslo        | Szlovákia      | 2-0 | győzelem  | barátságos mérkőzés  |
| 6  | 2000. június 13.    | Feijenoord Stadion, Rotterdam | Spanyolország  | 1-0 | győzelem  | 2000-es Eb           |
| 7  | 2002. október 12.   | Lia Manoliu Stadion, Bukarest | Románia        | 1-0 | győzelem  | 2004-es Eb-selejtező |
| 8  | 2003. november 15.  | Estadio Mestalla, Valencia    | Spanyolország  | 1-2 | vereség   | 2004-es Eb-selejtező |
| 9  | 2004. február 18.   | Windsor Park, Belfast         | Észak-Írország | 4-1 | győzelem  | barátságos mérkőzés  |
| 10 | 2004. október 9.    | Hampden Park, Glasgow         | Skócia         | 1-0 | győzelem  | 2006-os vb-selejtező |
| 11 | 2004. november 16.  | Craven Cottage, London        | Ausztrália     | 2-2 | döntetlen | barátságos mérkőzés  |
| 12 | 2005. június 8.     | Råsunda Stadion, Solna        | Svédország     | 3-2 | győzelem  | barátságos mérkőzés  |
| 13 | 2006. szeptember 6. | Ullevaal Stadion, Oslo        | Moldova        | 2-0 | győzelem  | 2008-as Eb-selejtező |
| 14 | 2007. június 2.     | Ullevaal Stadion, Oslo        | Málta          | 4-0 | győzelem  | 2008-as Eb-selejtező |
| 15 | 2007. június 6.     | Ullevaal Stadion, Oslo        | Magyarország   | 4-0 | győzelem  | 2008-as Eb-selejtező |
| 16 | 2007. szeptember 8. | Zimbru Stadion, Chişinău      | Moldova        | 1-0 | győzelem  | 2008-as Eb-selejtező |
| 17 | 2007. november 21.  | Nemzeti Stadion, Ta’ Qali     | Málta          | 4-1 | győzelem  | 2008-as Eb-selejtező |
| 18 | 2007. november 21.  | Nemzeti Stadion, Ta’ Qali     | Málta          | 4-1 | győzelem  | 2008-as Eb-selejtező |
| 19 | 2007. november 21.  | Nemzeti Stadion, Ta’ Qali     | Málta          | 4-1 | győzelem  | 2008-as Eb-selejtező |